# Proteste im Iran 2011/2012
Die Proteste im Iran 2011 begannen mit einer Demonstration am 14. Februar 2011.
Sie können als Zeichen einer infolge der Revolution in Tunesien und in Ägypten entstandenen allgemeinen Unsicherheit im gesamten Nahen Osten gewertet werden.
Die von der Opposition beantragte Demonstration wurde nicht genehmigt; dennoch zogen gegen etwa 15:00 Ortszeit Menschen aus verschiedenen Teilen der Stadt schweigend zum Meydan-e Azadi (deutsch: Platz der Freiheit). Die Oppositionspolitiker Mir Hossein Mussawi und Mehdi Karroubi als Initiatoren der Proteste konnten an den Demonstrationszügen nicht teilnehmen, da ihre Häuser von der Polizei abgeriegelt worden waren. Auch andere strategisch wichtige Orte in Teheran wurden schon morgens von Sicherheitskräften kontrolliert. Als die Staatsgewalt versuchte, die Veranstaltung mithilfe unmittelbaren Zwanges aufzulösen, kam es zu physischen Auseinandersetzungen. Al Jazeera berichtet von zwei toten Demonstranten, von denen mindestens einer erschossen worden sein soll, und mehreren Verletzten. Auch in Schiraz, Mashhad, Kermanschah und Isfahan soll es Proteste gegeben haben; in Isfahan auch mit Ausschreitungen und anschließenden Verhaftungen.
Nach den Protesten forderten zahlreiche Abgeordnete des Parlaments am 15. Februar 2011 die Todesstrafe für die Oppositionsführer Mir Hossein Mussawi, Mehdi Karroubi und Mohammad Chatami.
Ende Februar berichtete die iranische Opposition, dass die Oppositionsführer Mussawi und Karroubi, welche bereits seit dem Beginn der Demonstrationen unter Hausarrest standen, verschleppt wurden. Daraufhin wurden von der Opposition neue Proteste für den 15. März angekündigt, falls die beiden Politiker bis dahin nicht wieder frei sein sollten. Die Berichte über die Verschleppung der beiden Politiker hatten sich jedoch als inkorrekt herausgestellt. Dennoch wurde am 1. März in Teheran demonstriert. Auch beim traditionellen persischen Feuerfest (Tschahar Schanbe Suri) kam es zu Protesten, die Einsatzleitung in Teheran sprach von 500 Festnahmen.